# ألين أبل
ألين أبل (بالإنجليزية: Allen Appel)‏ (6 يناير 1945، بيت لحم في الولايات المتحدة)؛ كاتِب مُتخصِّص في أدب الأطفال، مصور وروائي أمريكي.